# Puchar Świata w snowboardzie

Rozgrywki Pucharu Świata rozpoczęły się w sezonie 1994/1995. Obecnie w ramach Pucharu Świata rozgrywane są następujące konkurencje: PAR (łączna klasyfikacja slalomu i giganta równoległego), snowcross oraz AFU (half-pipe, Big Air i slopestyle).
W sezonie 1998/1999 zakończono rozgrywanie slalomu, a w sezonie 2002/2003 zakończono rozgrywanie giganta. Zrezygnowano też z prowadzenia osobnych klasyfikacji dla giganta równoległego oraz slalomu równoległego. W sezonie 2004/2005 zawieszono obliczanie klasyfikacji generalnej, jednak już w następnym sezonie klasyfikacja generalna powróciła. Na stałe z klasyfikacji generalnej zrezygnowano po sezonie 2009/2010, wprowadzając klasyfikację ASP (konkurencje równoległe i snowcross) oraz klasyfikację AFU (halfpipe, slopestyle i big air). Kolejnej zmiany dokonano już po sezonie 2010/2011, znosząc klasyfikację ASP, wprowadzając na jej miejsce odrębne klasyfikacje PAR (konkurencje równoległe) i snowrcossu. Klasyfikacje te, podobnie jak klasyfikacja AFU, traktowane są jako generalne, co znaczy, że zwycięzca każdej z nich jest odrębnym zdobywcą Pucharu Świata.
Wśród kobiet najbardziej utytułowaną zawodniczką jest Francuzka Karine Ruby, która wygrywała Puchar Świata aż sześciokrotnie. Ruby wygrała także najwięcej konkursów Pucharu Świata (67). Wśród mężczyzn najwięcej razy zwyciężał Kanadyjczyk Jasey-Jay Anderson, który pięciokrotnie był najlepszy w klasyfikacji generalnej. Najwięcej zwycięstw wśród mężczyzn w konkursach Pucharu Świata odniósł Francuz Mathieu Bozzetto.

## Punktacja Pucharu Świata
| Miejsce | 1    | 2   | 3   | 4   | 5   | 6   | 7   | 8   | 9   | 10  | 11  | 12  | 13  | 14  | 15  | 16  | 17  | 18  | 19  | 20  | 21  | 22 | 23 | 24 | 25 | 26 | 27 | 28 | 29 | 30 |
| Punkty  | 1000 | 800 | 600 | 500 | 450 | 400 | 360 | 320 | 290 | 260 | 240 | 220 | 200 | 180 | 160 | 150 | 140 | 130 | 120 | 110 | 100 | 90 | 80 | 70 | 60 | 50 | 45 | 40 | 36 | 32 |

## Zdobywcy Pucharu Świata

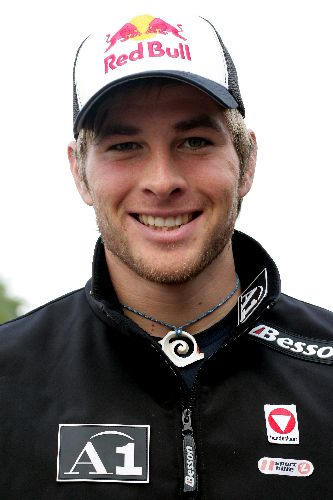
Benjamin Karl – trzykrotny zdobywca PŚ

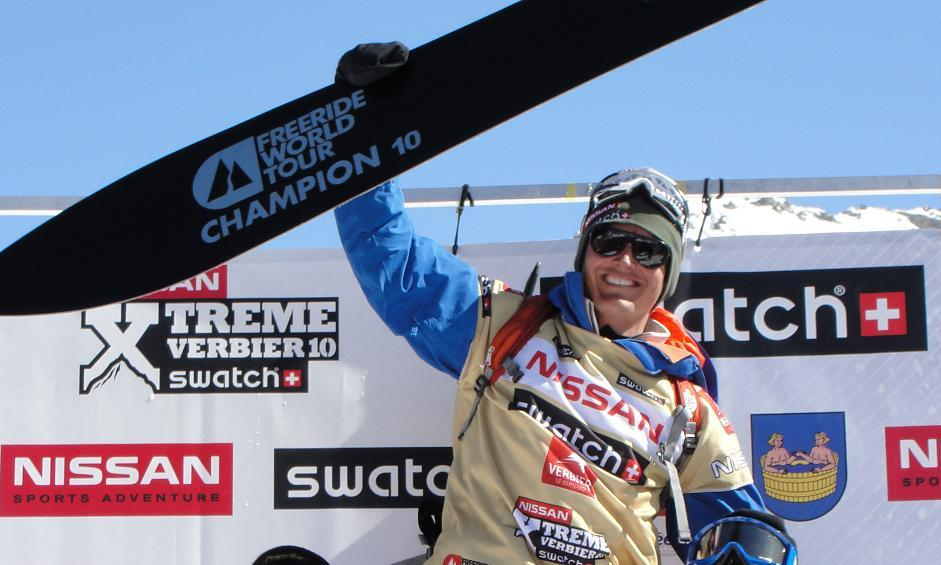
Xavier de Le Rue – najlepszy zawodnik w snowcrossie w sezonach 2003, 2004 i 2005

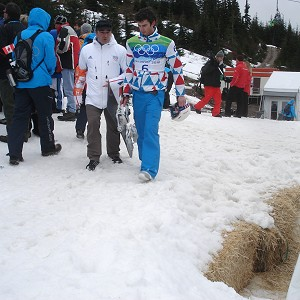
Pierre Vaultier – drugi zawodnik sezonu 2010

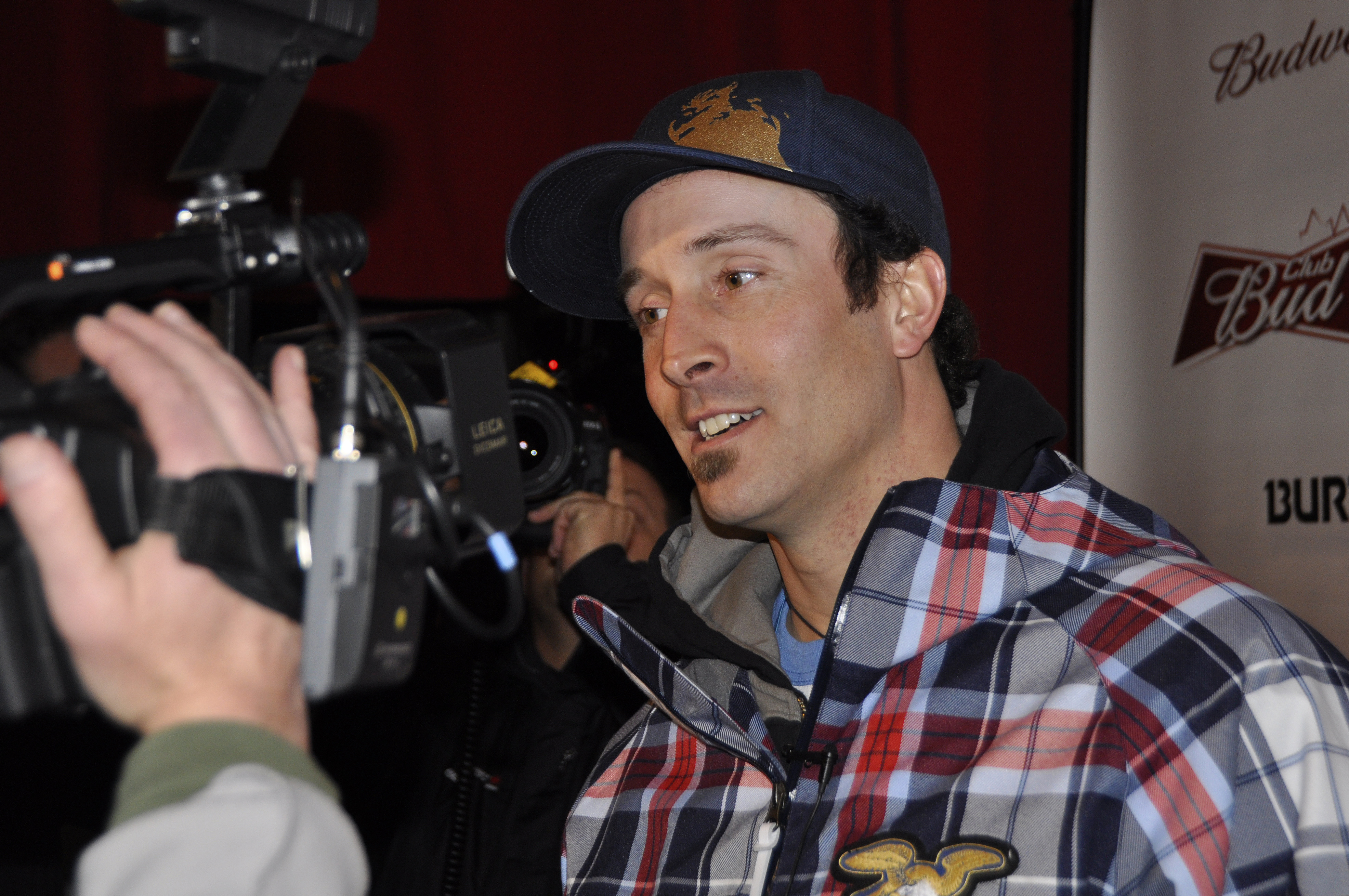
Seth Wescott – drugi w snowcrossie w sezonie 2009

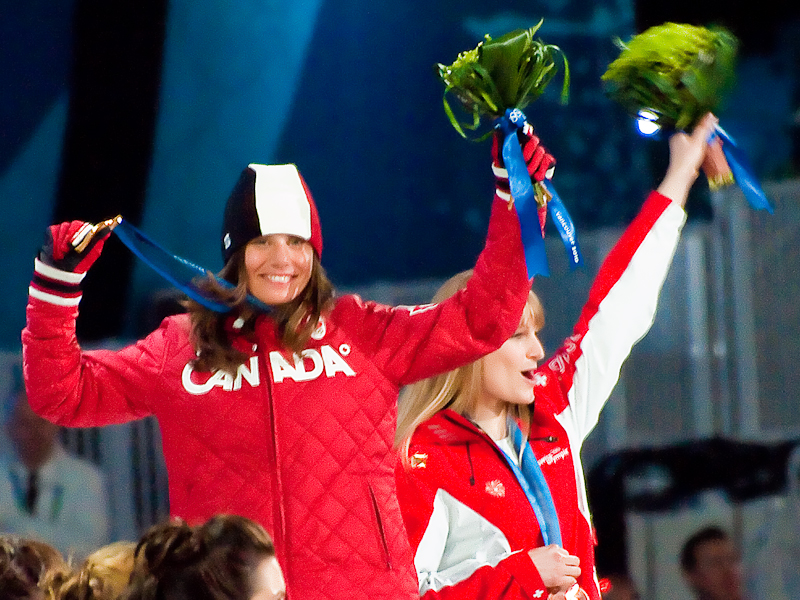
Maëlle Ricker – zdobywczyni PŚ w sezonie 2010

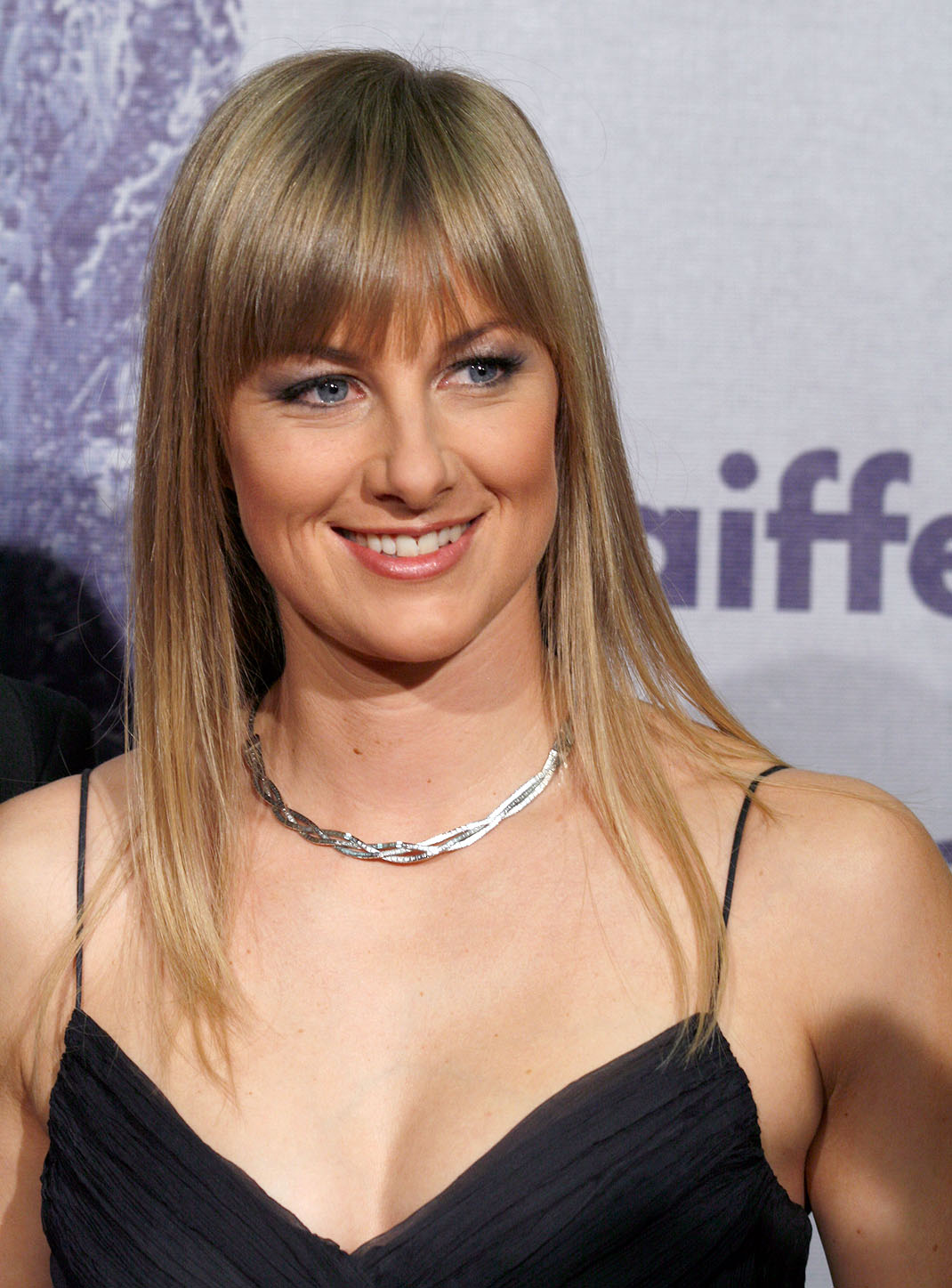
Doris Günther – zdobywczyni PŚ w sezonie 2009

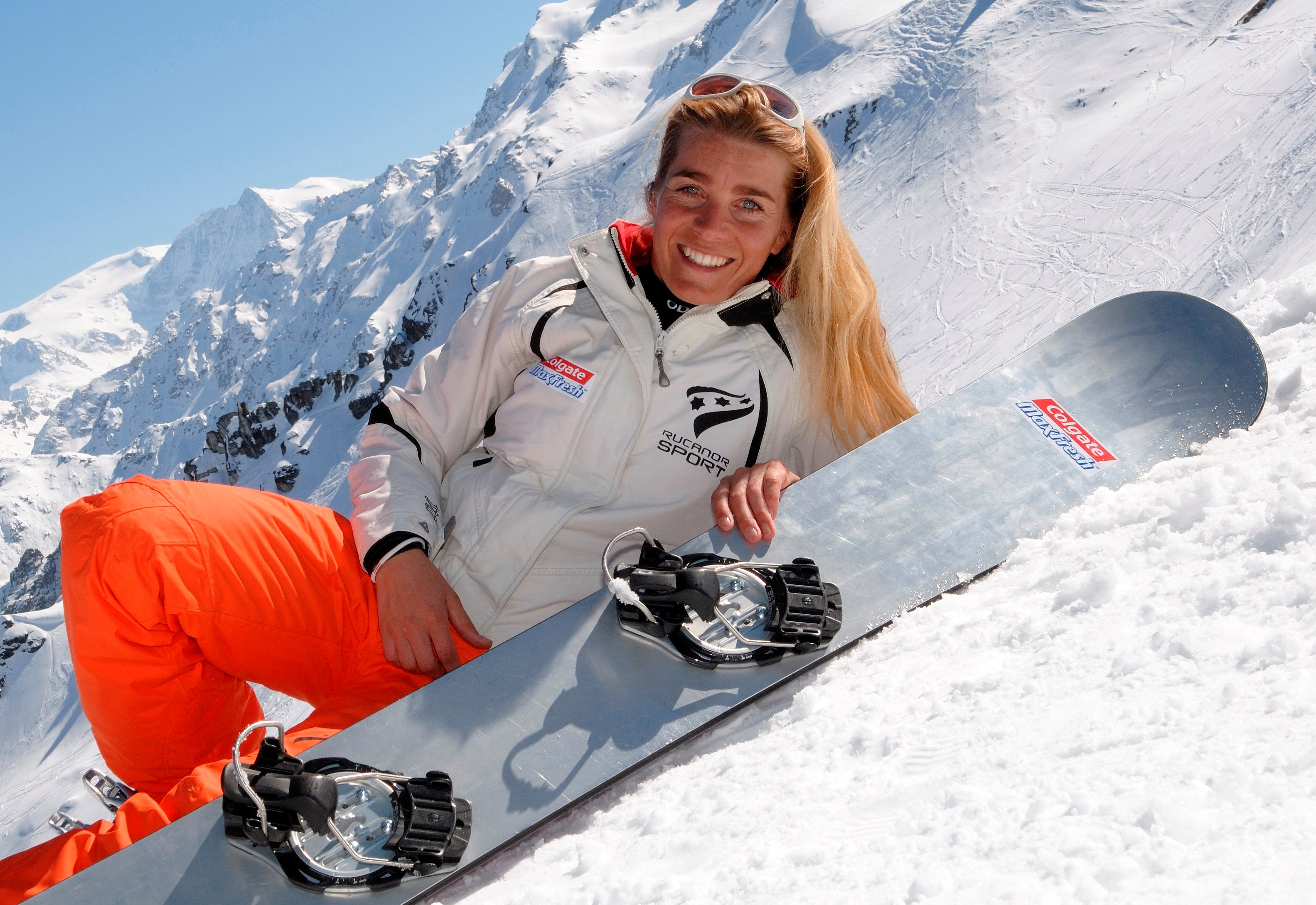
Nicolien Sauerbreij – zdobywczyni PŚ w sezonie 2008

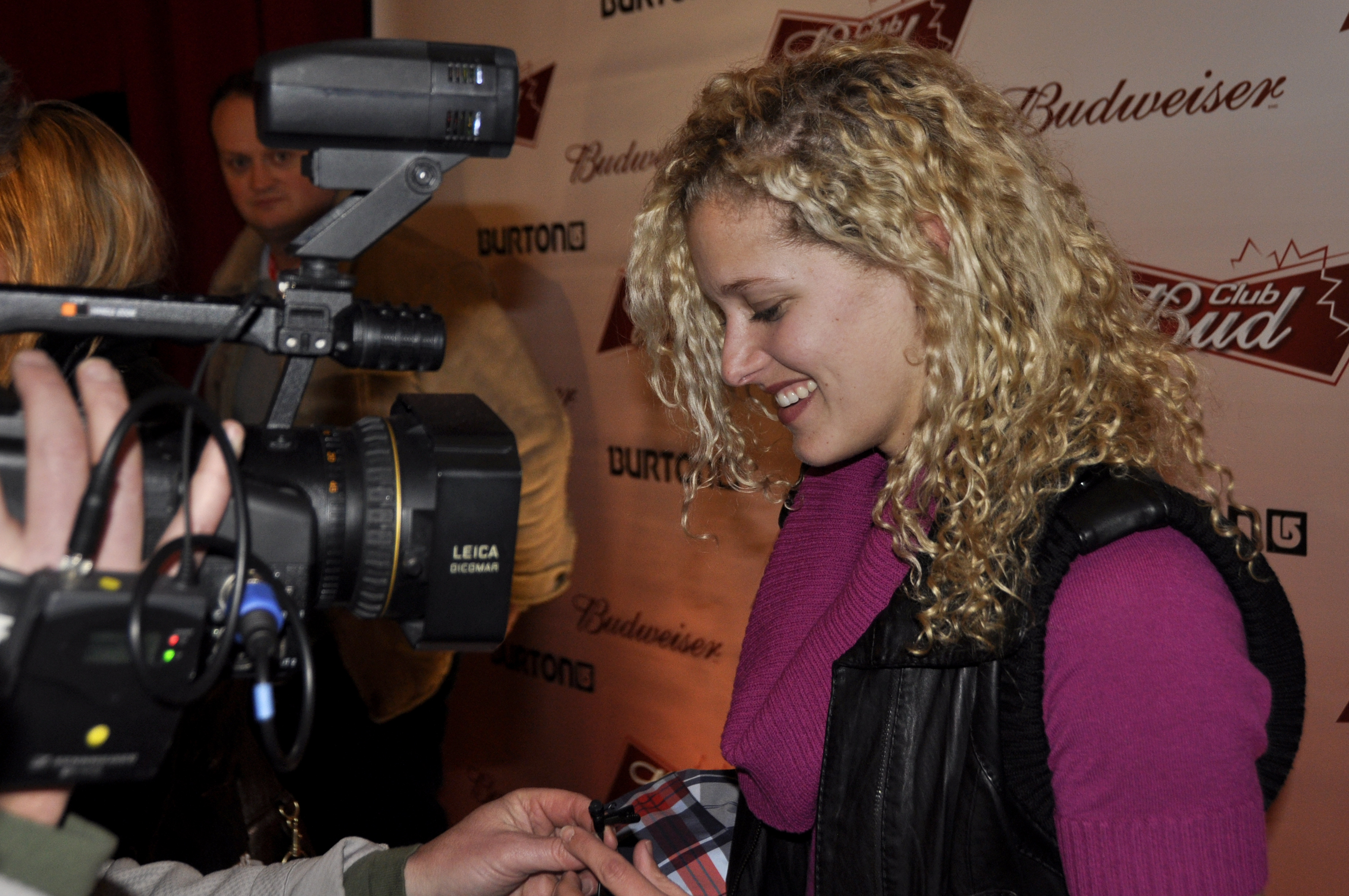
Lindsey Jacobellis – druga zawodniczka PŚ w sezonach 2003, 2008 i 2009

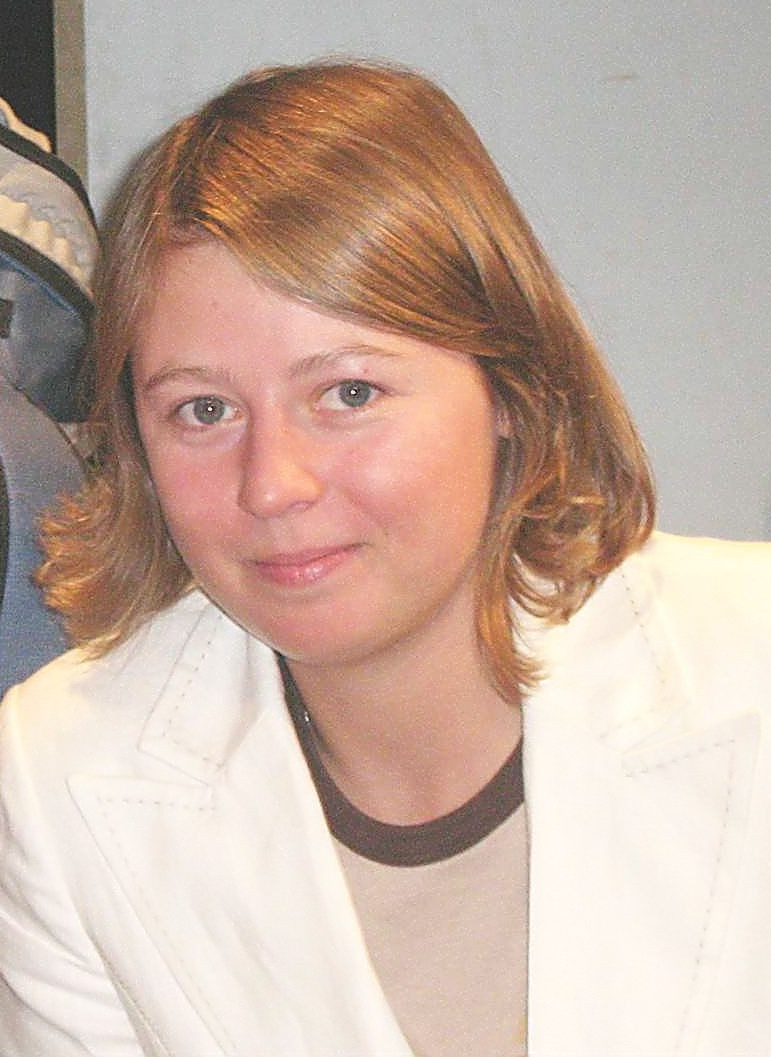
Paulina Ligocka – druga zawodniczka w halfpipe’ie w sezonie 2006

### Klasyfikacja generalna (1995–2010)

#### Mężczyźni
| Sezon     | I miejsce          | II miejsce          | III miejsce        |
| --------- | ------------------ | ------------------- | ------------------ |
| 1994/1995 | –                  | –                   | –                  |
| 1995/1996 | Mike Jacoby        | Stefan Wurzacher    | Thedo Remmelink    |
| 1996/1997 | Harald Walder      | Peter Pechhacker    | Anton Pogue        |
| 1997/1998 | Alexander Koller   | Richard Richardsson | Dieter Moherndl    |
| 1998/1999 | Mathieu Bozzetto   | Stefan Kaltschütz   | Ross Powers        |
| 1999/2000 | Mathieu Bozzetto   | Nicolas Huet        | Felix Stadler      |
| 2000/2001 | Jasey-Jay Anderson | Walter Feichter     | Nicolas Huet       |
| 2001/2002 | Jasey-Jay Anderson | Mathieu Bozzetto    | Nicolas Huet       |
| 2002/2003 | Jasey-Jay Anderson | Markus Ebner        | Lukas Grüner       |
| 2003/2004 | Jasey-Jay Anderson | Dieter Krassnig     | Drew Neilson       |
| 2004/2005 | –                  | –                   | –                  |
| 2005/2006 | Simon Schoch       | Siegfried Grabner   | Rok Flander        |
| 2006/2007 | Simon Schoch       | Siegfried Grabner   | Peetu Piiroinen    |
| 2007/2008 | Benjamin Karl      | Mathieu Bozzetto    | Pierre Vaultier    |
| 2008/2009 | Siegfried Grabner  | Markus Schairer     | Benjamin Karl      |
| 2009/2010 | Benjamin Karl      | Pierre Vaultier     | Andreas Prommegger |

#### Kobiety
| Sezon     | I miejsce           | II miejsce          | III miejsce         |
| --------- | ------------------- | ------------------- | ------------------- |
| 1994/1995 | –                   | –                   | –                   |
| 1995/1996 | Karine Ruby         | Manuela Riegler     | Birgit Herbert      |
| 1996/1997 | Karine Ruby         | Sondra van Ert      | Manuela Riegler     |
| 1997/1998 | Karine Ruby         | Manuela Riegler     | Ursula Fingerlos    |
| 1998/1999 | Manuela Riegler     | Karine Ruby         | Ursula Fingerlos    |
| 1999/2000 | Manuela Riegler     | Isabelle Blanc      | Margherita Parini   |
| 2000/2001 | Karine Ruby         | Carmen Ranigler     | Rosey Fletcher      |
| 2001/2002 | Karine Ruby         | Doresia Krings      | Doris Günther       |
| 2002/2003 | Karine Ruby         | Doresia Krings      | Ursula Fingerlos    |
| 2003/2004 | Julie Pomagalski    | Lindsey Jacobellis  | Doresia Krings      |
| 2004/2005 | –                   | –                   | –                   |
| 2005/2006 | Daniela Meuli       | Julie Pomagalski    | Manuela Pesko       |
| 2006/2007 | Doresia Krings      | Heidi Neururer      | Fränzi Mägert-Kohli |
| 2007/2008 | Nicolien Sauerbreij | Lindsey Jacobellis  | Heidi Neururer      |
| 2008/2009 | Doris Günther       | Lindsey Jacobellis  | Amelie Kober        |
| 2009/2010 | Maëlle Ricker       | Nicolien Sauerbreij | Doris Günther       |

### Klasyfikacja generalna ASP (2011)

#### Mężczyźni
| Sezon     | I miejsce     | II miejsce         | III miejsce        |
| --------- | ------------- | ------------------ | ------------------ |
| 2010/2011 | Benjamin Karl | Andreas Prommegger | Roland Fischnaller |

#### Kobiety
| Sezon     | I miejsce                 | II miejsce        | III miejsce         |
| --------- | ------------------------- | ----------------- | ------------------- |
| 2010/2011 | Jekatierina Tudiegieszewa | Dominique Maltais | Fränzi Mägert-Kohli |

### Klasyfikacja generalna AFU (2011–)

#### Mężczyźni
| Sezon     | I miejsce        | II miejsce              | III miejsce             |
| --------- | ---------------- | ----------------------- | ----------------------- |
| 2010/2011 | Nathan Johnstone | Clemens Schattschneider | Ryō Aono                |
| 2011/2012 | Janne Korpi      | Dimi de Jong            | Petja Piiroinen         |
| 2012/2013 | Janne Korpi      | Scotty Lago             | Zhang Yiwei             |
| 2013/2014 | Måns Hedberg     | Petja Piiroinen         | Scotty James            |
| 2014/2015 | Janne Korpi      | Petja Piiroinen         | Taylor Gold Zhang Yiwei |
| 2015/2016 | Ryō Aono         | Chris Corning           | Maxence Parrot          |
| 2016/2017 | Mark McMorris    | Maxence Parrot          | Seppe Smits             |
| 2017/2018 | Chris Corning    | Yūto Totsuka            | Ayumu Hirano            |
| 2018/2019 | Chris Corning    | Takeru Otsuka           | Yūto Totsuka            |
| 2019/2020 | Scotty James     | Yūto Totsuka            | Chris Corning           |
| 2020/2021 | Marcus Kleveland | Yūto Totsuka            | Liam Brearley           |
| 2021/2022 | Mons Røisland    | Tiarn Collins           | Ayumi Hirano            |
| 2022/2023 | Valentino Guseli | Dusty Henricksen        | Taiga Hasegawa          |
| 2023/2024 | Valentino Guseli | Ryōma Kimata            | Ruka Hirano             |
| 2024/2025 | Taiga Hasegawa   | Ruka Hirano             | Yūto Totsuka            |

#### Kobiety
| Sezon     | I miejsce        | II miejsce        | III miejsce          |
| --------- | ---------------- | ----------------- | -------------------- |
| 2010/2011 | Cai Xuetong      | Holly Crawford    | Sun Zhifeng          |
| 2011/2012 | Cai Xuetong      | Queralt Castellet | Emma Bernard         |
| 2012/2013 | Kelly Clark      | Liu Jiayu         | Sophie Rodriguez     |
| 2013/2014 | Šárka Pančochová | Kelly Clark       | Cheryl Maas          |
| 2014/2015 | Cheryl Maas      | Klaudia Medlová   | Kelly Clark          |
| 2015/2016 | Jamie Anderson   | Cai Xuetong       | Katie Ormerod        |
| 2016/2017 | Anna Gasser      | Jamie Anderson    | Julia Marino         |
| 2017/2018 | Miyabi Onitsuka  | Chloe Kim         | Liu Jiayu            |
| 2018/2019 | Miyabi Onitsuka  | Reira Iwabuchi    | Cai Xuetong          |
| 2019/2020 | Cai Xuetong      | Katie Ormerod     | Reira Iwabuchi       |
| 2020/2021 | Anna Gasser      | Kokomo Murase     | Chloe Kim            |
| 2021/2022 | Kokomo Murase    | Anna Gasser       | Jasmine Baird        |
| 2022/2023 | Mitsuki Ono      | Julia Marino      | Reira Iwabuchi       |
| 2023/2024 | Kokomo Murase    | Mitsuki Ono       | Reira Iwabuchi       |
| 2024/2025 | Mia Brookes      | Mari Fukada       | Zoi Sadowski-Synnott |

### Klasyfikacja generalna PAR (2012–)

#### Mężczyźni
| Sezon     | I miejsce          | II miejsce         | III miejsce        |
| --------- | ------------------ | ------------------ | ------------------ |
| 2011/2012 | Andreas Prommegger | Roland Fischnaller | Benjamin Karl      |
| 2012/2013 | Andreas Prommegger | Roland Fischnaller | Žan Košir          |
| 2013/2014 | Lukas Mathies      | Sylvain Dufour     | Žan Košir          |
| 2014/2015 | Žan Košir          | Roland Fischnaller | Justin Reiter      |
| 2015/2016 | Radosław Jankow    | Roland Fischnaller | Andriej Sobolew    |
| 2016/2017 | Andreas Prommegger | Radosław Jankow    | Benjamin Karl      |
| 2017/2018 | Nevin Galmarini    | Roland Fischnaller | Edwin Coratti      |
| 2018/2019 | Andriej Sobolew    | Tim Mastnak        | Roland Fischnaller |
| 2019/2020 | Roland Fischnaller | Stefan Baumeister  | Dmitrij Łoginow    |
| 2020/2021 | Aaron March        | Andreas Prommegger | Dmitrij Łoginow    |
| 2021/2022 | Lee Sang-ho        | Stefan Baumeister  | Edwin Coratti      |
| 2022/2023 | Fabian Obmann      | Maurizio Bormolini | Andreas Prommegger |
| 2023/2024 | Benjamin Karl      | Andreas Prommegger | Maurizio Bormolini |
| 2024/2025 | Maurizio Bormolini | Andreas Prommegger | Daniele Bagozza    |

#### Kobiety
| Sezon     | I miejsce         | II miejsce                | III miejsce       |
| --------- | ----------------- | ------------------------- | ----------------- |
| 2011/2012 | Patrizia Kummer   | Amelie Kober              | Julia Dujmovits   |
| 2012/2013 | Patrizia Kummer   | Marion Kreiner            | Caroline Calve    |
| 2013/2014 | Patrizia Kummer   | Ester Ledecká             | Julia Dujmovits   |
| 2014/2015 | Julie Zogg        | Marion Kreiner            | Ester Ledecká     |
| 2015/2016 | Ester Ledecká     | Jekatierina Tudiegieszewa | Patrizia Kummer   |
| 2016/2017 | Ester Ledecká     | Alona Zawarzina           | Patrizia Kummer   |
| 2017/2018 | Ester Ledecká     | Selina Jörg               | Ramona Hofmeister |
| 2018/2019 | Ester Ledecká     | Selina Jörg               | Ramona Hofmeister |
| 2019/2020 | Ramona Hofmeister | Julie Zogg                | Selina Jörg       |
| 2020/2021 | Ramona Hofmeister | Sofija Nadyrszyna         | Julie Zogg        |
| 2021/2022 | Ramona Hofmeister | Julie Zogg                | Daniela Ulbing    |
| 2022/2023 | Julie Zogg        | Ramona Hofmeister         | Sabine Schöffmann |
| 2023/2024 | Ramona Hofmeister | Tsubaki Miki              | Sabine Schöffmann |
| 2024/2025 | Tsubaki Miki      | Ramona Hofmeister         | Sabine Payer      |

### Snowcross

#### Mężczyźni
| Sezon     | I miejsce           | II miejsce          | III miejsce          |
| --------- | ------------------- | ------------------- | -------------------- |
| 2011/2012 | Pierre Vaultier     | Andriej Bołdykow    | Nate Holland         |
| 2012/2013 | Pierre Vaultier     | Markus Schairer     | Omar Visintin        |
| 2013/2014 | Omar Visintin       | Paul Berg           | Christopher Robanske |
| 2014/2015 | Lucas Eguibar       | Alex Pullin         | Nikołaj Olunin       |
| 2015/2016 | Pierre Vaultier     | Alessandro Hämmerle | Lucas Eguibar        |
| 2016/2017 | Pierre Vaultier     | Omar Visintin       | Alessandro Hämmerle  |
| 2017/2018 | Pierre Vaultier     | Alessandro Hämmerle | Alex Pullin          |
| 2018/2019 | Alessandro Hämmerle | Omar Visintin       | Martin Nörl          |
| 2019/2020 | Alessandro Hämmerle | Lorenzo Sommariva   | Omar Visintin        |
| 2020/2021 | Alessandro Hämmerle | Éliot Grondin       | Merlin Surget        |
| 2021/2022 | Martin Nörl         | Alessandro Hämmerle | Jakob Dusek          |
| 2022/2023 | Martin Nörl         | Lucas Eguibar       | Éliot Grondin        |
| 2023/2024 | Éliot Grondin       | Alessandro Hämmerle | Cameron Bolton       |
| 2024/2025 | Éliot Grondin       | Loan Bozzolo        | Jakob Dusek          |

#### Kobiety
| Sezon     | I miejsce           | II miejsce          | III miejsce                     |
| --------- | ------------------- | ------------------- | ------------------------------- |
| 2011/2012 | Dominique Maltais   | Maëlle Ricker       | Aleksandra Żekowa               |
| 2012/2013 | Dominique Maltais   | Nelly Moenne-Loccoz | Michela Moioli                  |
| 2013/2014 | Dominique Maltais   | Lindsey Jacobellis  | Aleksandra Żekowa               |
| 2014/2015 | Nelly Moenne-Loccoz | Dominique Maltais   | Michela Moioli                  |
| 2015/2016 | Michela Moioli      | Eva Samková         | Belle Brockhoff                 |
| 2016/2017 | Eva Samková         | Michela Moioli      | Belle Brockhoff                 |
| 2017/2018 | Michela Moioli      | Chloé Trespeuch     | Nelly Moenne-Loccoz             |
| 2018/2019 | Eva Samková         | Lindsey Jacobellis  | Michela Moioli                  |
| 2019/2020 | Michela Moioli      | Belle Brockhoff     | Chloé Trespeuch                 |
| 2020/2021 | Eva Samková         | Michela Moioli      | Faye Gulini                     |
| 2021/2022 | Charlotte Bankes    | Michela Moioli      | Chloé Trespeuch                 |
| 2022/2023 | Charlotte Bankes    | Chloé Trespeuch     | Josie Baff                      |
| 2023/2024 | Chloé Trespeuch     | Charlotte Bankes    | Michela Moioli                  |
| 2024/2025 | Léa Casta           | Charlotte Bankes    | Julia Pereira de Sousa Mabileau |

### Poszczególne konkurencje

#### Mężczyźni
| Sezon     | PAR               | Snowcross          | Halfpipe           | Big Air                          | Slopestyle       | PGS                | PSL                |
| --------- | ----------------- | ------------------ | ------------------ | -------------------------------- | ---------------- | ------------------ | ------------------ |
| 1994/1995 | Mike Jacoby       | –                  | Lael Gregory       | –                                | –                | –                  | –                  |
| 1995/1996 | –                 | –                  | Ross Powers        | –                                | –                | –                  | –                  |
| 1996/1997 | –                 | Elmar Messner      | Jonas Gunnarsson   | –                                | –                | –                  | –                  |
| 1997/1998 | –                 | Alexander Koller   | Fredrik Sterner    | –                                | –                | –                  | –                  |
| 1998/1999 | –                 | Sylvain Duclos     | Ross Powers        | –                                | –                | –                  | –                  |
| 1999/2000 | Mathieu Bozzetto  | Pontus Ståhlkloo   | Tomas Johansson    | –                                | –                | Mathieu Bozzetto   | –                  |
| 2000/2001 | –                 | Pontus Ståhlkloo   | Magnus Sterner     | –                                | –                | –                  | Mathieu Bozzetto   |
| 2001/2002 | Mathieu Bozzetto  | Jasey-Jay Anderson | Jan Michaelis      | Andreas Jakobsson Björn Lindgren | –                | Dejan Košir        | Mathieu Bozzetto   |
| 2002/2003 | Mathieu Bozzetto  | Xavier de Le Rue   | Xaver Hoffmann     | Jukka Erätuli                    | –                | –                  | –                  |
| 2003/2004 | Siegfried Grabner | Xavier de Le Rue   | Risto Mattila      | Simon Ax                         | –                | –                  | –                  |
| 2004/2005 | Philipp Schoch    | Xavier de Le Rue   | Mathieu Crepel     | Jukka Erätuli                    | –                | –                  | –                  |
| 2005/2006 | Simon Schoch      | Jasey-Jay Anderson | Jan Michaelis      | Stefan Gimpl                     | –                | –                  | –                  |
| 2006/2007 | Simon Schoch      | Drew Neilson       | Ryō Aono           | Peetu Piiroinen                  | –                | –                  | –                  |
| 2007/2008 | Benjamin Karl     | Pierre Vaultier    | Jurij Podładczykow | Stefan Gimpl                     | –                | –                  | –                  |
| 2008/2009 | Siegfried Grabner | Markus Schairer    | Ryō Aono           | Stefan Gimpl                     | –                | –                  | –                  |
| 2009/2010 | Benjamin Karl     | Pierre Vaultier    | Justin Lamoureux   | Stefan Gimpl                     | –                | –                  | –                  |
| 2010/2011 | Benjamin Karl     | Alex Pullin        | Nathan Johnstone   | Clemens Schattschneider          | –                | –                  | –                  |
| 2011/2012 | –                 | –                  | Janne Korpi        | Janne Korpi                      | Dimi de Jong     | –                  | –                  |
| 2012/2013 | –                 | –                  | Scotty Lago        | Seppe Smits                      | Yūki Kadono      | Andreas Prommegger | Roland Fischnaller |
| 2013/2014 | –                 | –                  | Scotty James       | –                                | Måns Hedberg     | Lukas Mathies      | Sylvain Dufour     |
| 2014/2015 | –                 | –                  | Taylor Gold        | Darcy Sharpe                     | Janne Korpi      | Žan Košir          | Žan Košir          |
| 2015/2016 | –                 | –                  | Ryō Aono           | Maxence Parrot                   | Chris Corning    | Andriej Sobolew    | Roland Fischnaller |
| 2016/2017 | –                 | –                  | Scotty James       | Maxence Parrot Mark McMorris     | Redmond Gerard   | Radosław Jankow    | Aaron March        |
| 2017/2018 | –                 | –                  | Yūto Totsuka       | Chris Corning                    | Chris Corning    | Nevin Galmarini    | Roland Fischnaller |
| 2018/2019 | –                 | –                  | Yūto Totsuka       | Takeru Otsuka                    | Chris Corning    | Tim Mastnak        | Stefan Baumeister  |
| 2019/2020 | –                 | –                  | Scotty James       | Chris Corning                    | Ruki Tobita      | Roland Fischnaller | Andreas Prommegger |
| 2020/2021 | –                 | –                  | Yūto Totsuka       | Maxence Parrot                   | Marcus Kleveland | Roland Fischnaller | Aaron March        |
| 2021/2022 | –                 | –                  | Ayumu Hirano       | Jonas Boesiger                   | Tiarn Collins    | Stefan Baumeister  | Andreas Prommegger |
| 2022/2023 | –                 | –                  | Ruka Hirano        | Valentino Guseli                 | Dusty Henricksen | Roland Fischnaller | Fabian Obmann      |
| 2023/2024 | –                 | –                  | Ruka Hirano        | Kira Kimura                      | Liam Brearley    | Benjamin Karl      | Lee Sang-ho        |
| 2024/2025 | –                 | –                  | Ruka Hirano        | Taiga Hasegawa                   | Cameron Spalding | Maurizio Bormolini | Arvin Auner        |

#### Kobiety
| Sezon     | PAR                       | Snowcross          | Halfpipe              | Big Air                         | Slopestyle           | PGS               | PSL                       |
| --------- | ------------------------- | ------------------ | --------------------- | ------------------------------- | -------------------- | ----------------- | ------------------------- |
| 1994/1995 | Marion Posch              | –                  | Sabrina Sadeghi       | –                               | –                    | –                 | –                         |
| 1995/1996 | –                         | –                  | Carolien van Kilsdonk | –                               | –                    | –                 | –                         |
| 1996/1997 | –                         | Karine Ruby        | Tara Teigen           | –                               | –                    | –                 | –                         |
| 1997/1998 | –                         | Ursula Fingerlos   | Doriane Vidal         | –                               | –                    | –                 | –                         |
| 1998/1999 | –                         | Ursula Fingerlos   | Tricia Byrnes         | –                               | –                    | –                 | –                         |
| 1999/2000 | Isabelle Blanc            | Sandra Farmand     | Sabine Wehr-Hasler    | –                               | –                    | Isabelle Blanc    | –                         |
| 2000/2001 | –                         | Karine Ruby        | Sabine Wehr-Hasler    | –                               | –                    | –                 | Carmen Ranigler           |
| 2001/2002 | Ursula Bruhin             | Doresia Krings     | Nicola Pederzolli     | –                               | –                    | Isabelle Blanc    | Karine Ruby               |
| 2002/2003 | Ursula Bruhin             | Karine Ruby        | Manuela Pesko         | –                               | –                    | –                 | –                         |
| 2003/2004 | Daniela Meuli             | Karine Ruby        | Sōko Yamaoka          | –                               | –                    | –                 | –                         |
| 2004/2005 | Daniela Meuli             | Doresia Krings     | Mero Imai             | –                               | –                    | –                 | –                         |
| 2005/2006 | Daniela Meuli             | Dominique Maltais  | Manuela Pesko         | –                               | –                    | –                 | –                         |
| 2006/2007 | Doresia Krings            | Lindsey Jacobellis | Manuela Pesko         | –                               | –                    | –                 | –                         |
| 2007/2008 | Nicolien Sauerbreij       | Maëlle Ricker      | Manuela Pesko         | –                               | –                    | –                 | –                         |
| 2008/2009 | Amelie Kober              | Lindsey Jacobellis | Liu Jiayu             | –                               | –                    | –                 | –                         |
| 2009/2010 | Nicolien Sauerbreij       | Maëlle Ricker      | Cai Xuetong           | –                               | –                    | –                 | –                         |
| 2010/2011 | Jekatierina Tudiegieszewa | Dominique Maltais  | Cai Xuetong           | Katarzyna Rusin Allyson Carroll | –                    | –                 | –                         |
| 2011/2012 | –                         | –                  | Cai Xuetong           | –                               | Charlotte van Gils   | –                 | –                         |
| 2012/2013 | –                         | –                  | Kelly Clark           | –                               | Kjersti Buaas        | Marion Kreiner    | Patrizia Kummer           |
| 2013/2014 | –                         | –                  | Kelly Clark           | –                               | Šárka Pančochová     | Patrizia Kummer   | Patrizia Kummer           |
| 2014/2015 | –                         | –                  | Kelly Clark           | Cheryl Maas                     | Cheryl Maas          | Marion Kreiner    | Julie Zogg                |
| 2015/2016 | –                         | –                  | Cai Xuetong           | Jamie Anderson Julia Marino     | Jamie Anderson       | Ester Ledecká     | Patrizia Kummer           |
| 2016/2017 | –                         | –                  | Chloe Kim             | Anna Gasser                     | Jamie Anderson       | Alona Zawarzina   | Daniela Ulbing            |
| 2017/2018 | –                         | –                  | Chloe Kim             | Anna Gasser                     | Sofja Fiodorowa      | Ester Ledecká     | Jekatierina Tudiegieszewa |
| 2018/2019 | –                         | –                  | Cai Xuetong           | Reira Iwabuchi                  | Miyabi Onitsuka      | Ester Ledecká     | Julie Zogg                |
| 2019/2020 | –                         | –                  | Cai Xuetong           | Katie Ormerod                   | Reira Iwabuchi       | Ramona Hofmeister | Julie Zogg                |
| 2020/2021 | –                         | –                  | Chloe Kim             | Anna Gasser                     | Zoi Sadowski-Synnott | Ramona Hofmeister | Julie Zogg                |
| 2021/2022 | –                         | –                  | Cai Xuetong           | Anna Gasser                     | Kokomo Murase        | Ramona Hofmeister | Julie Zogg                |
| 2022/2023 | –                         | –                  | Mitsuki Ono           | Reira Iwabuchi                  | Julia Marino         | Ramona Hofmeister | Julie Zogg                |
| 2023/2024 | –                         | –                  | Mitsuki Ono           | Mia Brookes                     | Kokomo Murase        | Ramona Hofmeister | Ramona Hofmeister         |
| 2024/2025 | –                         | –                  | Maddie Mastro         | Mia Brookes                     | Zoi Sadowski-Synnott | Tsubaki Miki      | Tsubaki Miki              |

### Konkurencje już nie rozgrywane

#### Mężczyźni
| Sezon     | Gigant            | Slalom              |
| --------- | ----------------- | ------------------- |
| 1994/1995 | Mike Jacoby       | Peter Pichler       |
| 1995/1996 | Mike Jacoby       | Peter Pichler       |
| 1996/1997 | Peter Pechhacker  | Karl Frenademez     |
| 1997/1998 | Nicolas Conte     | Richard Richardsson |
| 1998/1999 | Stefan Kaltschütz | Mathieu Bozzetto    |
| 1999/2000 | Stefan Kaltschütz | –                   |
| 2000/2001 | Walter Feichter   | –                   |
| 2001/2002 | Dejan Košir       | –                   |

#### Kobiety
| Sezon     | Gigant                  | Slalom          |
| --------- | ----------------------- | --------------- |
| 1994/1995 | Karine Ruby             | Marcella Boerma |
| 1995/1996 | Karine Ruby             | Karine Ruby     |
| 1996/1997 | Karine Ruby             | Karine Ruby     |
| 1997/1998 | Karine Ruby             | Karine Ruby     |
| 1998/1999 | Margherita Parini       | Marion Posch    |
| 1999/2000 | Margherita Parini       | –               |
| 2000/2001 | Karine Ruby             | –               |
| 2001/2002 | Stefanie von Siebenthal | –               |